# Четрнаеста словеначка бригада
Четрнаеста словеначка бригада НОВЈ (позната и као Железничарска бригада) формирана је 25. септембра 1943. године у Новом Месту, углавном од железничарских радника. Имала је 3 батаљона са око 600 бораца. Током септембра вила је под непосредном командом Главног штаба НОВ Словеније, а од октобра под командом Штаба Седмог корпуса НОВЈ. Почетком октобра налазила се у рејону југоисточно од Мокронога. Током 11. и 12. октобра водила је борбе с Немцима на правцу Шкоцјан-Бучка, а 13. и 14. октобра пребачена је у Средњу Вас,а одавде 19-21. октобра на кочевски сектор, где је наредних дана заједно са Деветом словеначком бригадом водила тешке борбе против јачих немачких снага које су продирале на правцу Брод на Купи-Кочевје током Октобарске офанзиве. Бригада је у тим борбама, без довољног борбеног искуства, претрпела тешке губитке и спала на свега 200 бораца, због чега се до краја октобра повукла у рејон Копривника, а делом у рејон Долењских Топлица. Дана 18. новембра 1943. је расформирана, а њено људство прешло у састав јединица Осамнаесте словеначке дивизије НОВЈ.